# Suurlaid
Suurlaid je estonski otok u Baltičkom moru, odvojen 500 metara od otoka Muhu. Površina otoka je 1,9 ha, najviša točka otoka je na 2,1 metar nadmorske visine.
Zajedno sa susjednim otocima Kesselaid, Viirelaid, Võilaid i Muhu čini općinu Muhu (estonski: Muhu vald).

## Vanjske poveznice
|  | Zajednički poslužitelj ima još gradiva o temi Suurlaid |